# روس فريدمان
روس فريدمان (بالإنجليزية: Ross Friedman)‏ (8 يناير 1992 في الولايات المتحدة - ) هو لاعب كرة قدم أمريكي في مركز الدفاع. شارك مع منتخب الولايات المتحدة لكرة القدم. أما مع النوادي، فقد لعب مع كولومبوس كرو وDayton Dutch Lions ‏.

## وصلات خارجية
- روس فريدمان على موقع قاعدة بيانات كرة القدم.إي يو (الإنجليزية)